# Sista sekunden
Sista sekunden är ett svenskt hardcoreband från Malmö som bildades 2005. Gruppen består av sångaren Dempe, gitarristen Andy Dahlström, basisten Tommy Tift och trummisen Julian Guedj. Sedan starten har Sista sekunden varit signerade under en mängd skivbolag, bland annat Wasted Sounds (Sverige), Rock Room Records (Japan), P-trash (Tyskland), FFYM (Frankrike) och Instigate (gitarristen Andys eget skivbolag). Bandet har turnerat i Sverige, Europa, Japan och USA.

## Historia
Sista sekunden bildades i april 2005 och hade sin första spelning i juli samma år, till den släppte även bandet ett demoalbum med sju spår. Det dröjde till januari 2006 då bandet började spela in sin första skiva Sista sekunden. Skivan släpptes på två av bandmedlemmarnas egna skivbolag, Dempe Records (Dempe) och Instigate Records (Andy). 2006 fortsatte med två korta turnéer. Året efter, februari 2007, släppte bandet en mer melodisk platta, Skyll inte på oss. I maj hoppade deras trummis Stefan av och blev ersatt av Julian. Senare spelade de in fyra nya låtar till en split-skiva med det japanska bandet Iscream 7 Showers. 2008 spelade bandet in ännu en ny skiva, Sista försvarslinjen och åkte på turné i USA. I april 2010 släpptes bandets femte musikalbum, Åldras med stil. År 2011 släpptes albumet Svartvit.

### Medlemmar
- Dennis "Dempe" Jakobsson - sång
- Andy Dahlström - gitarr
- Tommy Tift - elbas/bas
- Julian Guedj - trummor (07-)
- Stefan - trummor (05-07)

## Diskografi

### LP
- 2006 - Sista sekunden
- 2007 - Skyll inte på oss
- 2010 - Åldras med stil

### EP
- 2007 - Sista sekunden / Iscream 7 Showers (musikalbum)
- 2008 - Sista försvarslinjen
- 2011 - Svartvit

### Digital singel
- 2014 - Hardcore för evigt